# Der Ölprinz (Roman)
Der Ölprinz (Schreibweise bis 1905: Der Oelprinz) ist eine Erzählung Karl Mays, die er in der Zeit von August 1892 bis Anfang 1893 für die Zeitschrift Der Gute Kamerad schrieb, in der sie vom Oktober 1893 bis zum September 1894 erstmals veröffentlicht wurde.
Die bereits 1878 erschienene, gleichnamige Erzählung Der Oelprinz ist kein Vorläufer dieser berühmten Jugenderzählung.

## Inhalt
Es gibt drei Handlungsstränge, die sich im Laufe der Handlung vereinigen.
Ein Trupp deutscher Auswanderer soll von den Finders, einer berüchtigten Bande, beraubt werden. Sam Hawkens, Dick Stone und Will Parker erfahren davon und bieten ihre Hilfe an. Sie führen die Auswanderer weiter, während die Finders am Ende des ersten Kapitels gefangen zurückbleiben.
Der schurkische Führer des Trecks, Poller, befreit den Anführer der Finders. Gemeinsam treffen sie auf Forners Rancho auf Grinley, den Halbbruder Buttlers, der dem Bankier Rollins eine angebliche Ölquelle andrehen und ihn anschließend um das Geld betrügen will.
Hobble-Frank und Tante Droll schöpfen Verdacht und wollen das verhindern.
Das Schurken-Trio stellt ihren Gegnern eine Falle und so werden das „Kleeblatt“, Frank und Droll sowie die Auswanderer von Nijoras gefangen genommen. Grinley, Buttler, Poller, der Bankier Rollins und sein Buchhalter reiten weiter.
Während also der Bankier und sein Buchhalter von Grinley und seinem Bruder zur Ölquelle gebracht werden, kommen sie den verfeindeten Indianerstämmen der Nijoras und Navajos ins Gehege. Ein Spiel von gegenseitiger Gefangennahme und Verrat beginnt.
Winnetou und Old Shatterhand kommen jedoch noch rechtzeitig, um die Gefangenen zu befreien, den Bankier zu retten und die Indianer zu versöhnen.

## Ausgaben

### Erstausgabe
Kapiteleinteilung der Zeitschriftenfassung:
1. Das Kleeblatt
2. Im Mogollongebirge
3. Am Petroleumsee
4. Gerechte Strafe

### Buchausgabe
1897 wurde die Erzählung von der Union Deutsche Verlagsgesellschaft, Stuttgart, Berlin, Leipzig als Buch veröffentlicht. Für die Buchausgabe wurden einige Änderungen vorgenommen. Bis heute konnte nicht eindeutig geklärt werden, ob sie vom Verleger Wilhelm Spemann oder von Karl May durchgeführt wurden. Neben der Aufteilung in zwölf Kapitel wurden einige weitere geringfügige Korrekturen vorgenommen.
Kapitel:
1. The Finders
2. Durchkreuzte Pläne
3. Aufbruch nach Tucson
4. Der Ueberfall
5. Forners Rancho
6. Im Pueblo
7. Die Befreiung
8. Am Petroleumsee
9. Des Kantor emeritus Streiche
10. Das verlorene Schriftstück
11. Am Winterwasser
12. Schuld und Sühne

### Spätere Ausgaben
Eine bearbeitete Version des Textes ist in Band 37 der Gesammelten Werke, Der Ölprinz, zu finden.
Im März 2009 erschien ein philologisch abgesicherter Text als Band III.6 der Historisch-Kritischen Ausgabe (HKA) im Karl-May-Verlag, herausgegeben von Florian Schleburg und Ruprecht Gammler. Der Text basiert auf der Zeitschriftenfassung, da, wie im Editorischen Bericht ausgeführt, Mays Mitwirkung an den Buchausgaben praktisch ausgeschlossen werden kann. Alle Textvarianten der zu Mays Lebzeiten erschienenen Buchausgaben sind im Editorischen Bericht aufgelistet. Der Beginn der Arbeit am Ölprinz wird tentativ auf April 1892 vordatiert.
Aktuelle Ausgaben finden sich in der Bücherdatenbank des Freundeskreises Karl May Leipzig.

## Dramatisierungen
Der Ölprinz wurde erstmals 1961 bei den Karl-May-Spielen in Bad Segeberg aufgeführt. Nach dem Buch von Wulf Leisner fanden weitere Aufführungen statt:
- 1963 in Ratingen[7]
- 1965 in Elspe[8]
- 1970 in Bad Segeberg[9]

Weitere Adaptionen des Romans für die Bühne entstanden (B = Buch; R = Regie):
| - 1985 in Bad Segeberg (B: Latwesen) - 1988 in Elspe (B: Bludau) - 1991 in Rathen (B: Menschel) - 1992 in Staatz (R: Robert) - 1993 in Bad Segeberg (B: Muntean) - 1996 in Mörschied (B: Limpinsel) - 1999 in Bischofswerda (B: Hänchen) | - 2000 in Bad Segeberg (B: Stamp) - 2000 in Gföhl (B: Millauer) - 2001 in Elspe (B: Bludau) - 2003 in Mörschied (B: Limpinsel) - 2007 in Elspe (B: Bludau) - 2007 in Gföhl (B: Millauer) - 2008 in Weitensfeld (B: Pascal) | - 2010 in Rathen (B: Hörbe) - 2011 in Bad Segeberg (B: Stamp) - 2011 in Dasing (B: Görlach) - 2013 in Winzendorf (R: Gortner) - 2015 in Pluwig (R: Feisst) |

## Verfilmungen
Die Handlung des gleichnamigen Films hat mit dem Buch nicht mehr allzu viel zu tun. Old Shatterhand wurde durch Old Surehand ersetzt.

## Vertonungen
- Datenbank der Hörspiele „Der Ölprinz“. Hörspiele karl may, abgerufen am 10. März 2019.

2006 erschien das erste Hörbuch.